# Bennie den Haan
Bennie den Haan (Zwolle, 3 februari 1970) is een Nederlandse acteur.
Hij werd vooral bekend door zijn rol als Remco Terhorst in de soap Goede tijden, slechte tijden. Hij speelde deze rol aanvankelijk tussen 1994 en 1996 en later nogmaals van 2002 tot 2003.
In 1997-1998 werkte Den Haan in ShowbizCity van Joop van den Ende, een aantal studio's waar televisieprogramma's van RTL werden nagedaan. Den Haan nam Goede tijden, slechte tijden voor zijn rekening en liet mensen uit het publiek een scène spelen, waarna een beoordeling van het overige publiek volgde.

## Filmografie
- 12 steden, 13 ongelukken (1993) - Horst (gastrol, 1 afl.)
- De victorie (1994) - onbekend (gastrol, 1 afl.)
- Flodder (1995) - motoragent (gastrol, 1 afl.)
- Baantjer (1998) - Donnie Stevens  (gastrol, 1 afl.)
- Goede tijden, slechte tijden (1994-1996, 2002-2003 • 2025–heden) - Remco Terhorst (hoofdrol, 414 afl.)
- Het Huis Anubis en de Vijf van het Magische Zwaard (2010) - Leopold de Groen (bijrol)

## Discografie
Den Haan had in de jaren negentig ook een kortstondige carrière als zanger. Zo was hij samen met andere acteurs te horen op het muziekalbum van Goede tijden, slechte tijden, dat in 1995 ter gelegenheid van de duizendste aflevering werd uitgebracht. Onder de naam van zijn personage (Remco Terhorst) zong hij hierop twee nummers: Hoeveel woorden (een duet met Babette van Veen, alias Linda Dekker) en het solonummer Kom bij mij, dat tevens op single werd uitgebracht en een bescheiden hitje werd in de Nederlandse hitlijsten. In 1996 nam Den Haan onder zijn eigen naam het nummer Linda op, dat hij samen schreef met Haro Slok en Han Kooreneef. Deze single flopte, net als de opvolger Met jou.
| Single met eventuele hitnotering(en) in de Nederlandse Top 40 | Datum van verschijnen | Datum van binnenkomst | Hoogste positie | Aantal weken | Opmerkingen                                   |
| ------------------------------------------------------------- | --------------------- | --------------------- | --------------- | ------------ | --------------------------------------------- |
| Kom bij mij                                                   | 1995                  | 23-12-1995            | tip5            | -            | als Remco Terhorst / Nr. 42 in de Mega Top 50 |